# Coccoloba rosea
Coccoloba rosea är en slideväxtart som beskrevs av Meissn.. Coccoloba rosea ingår i släktet Coccoloba och familjen slideväxter. Inga underarter finns listade i Catalogue of Life.